# Ga Seowon
Ga Seowon (Tiếng Hàn: 서원역, Hanja: 書院驛) là một ga trên Tuyến Sillim ở Sillim-dong, Gwanak-gu, Seoul.

## Lịch sử
- 7 tháng 2 năm 2021: Tên ga được quyết định là Ga Charcoal Gogae[3]
- 17 tháng 6 năm 2021: Thay đổi từ ga Charcoal Gogae thành ga Seowon[4]
- 28 tháng 5 năm 2022:  Khai trương

## Bố trí ga
| Sillim ↑                                 |
| \| N/B                                   |
| ↓ Seoul National University Venture Town |

| Hướng Bắc | ● Tuyến Sillim | ← Hướng đi Saetgang    |
| Hướng Nam | ● Tuyến Sillim | → Hướng đi Gwanaksan → |

## Vùng lân cận
- Trường trung học cơ sở Shingwan
- Nhà thờ Seowon-dong
- Trường văn hóa
- Dorimcheon
- Trường cấp 1 Sillim